# Ортеу
Ортеу (осет. Ортъеу , груз. ორტევი — Ортеви) — село в Закавказье, расположено в Цхинвальском районе Южной Осетии, фактически контролирующей село; согласно юрисдикции Грузии — в Горийском муниципалитете.

## География
Село находится в центральной части Цхинвальского района к северу от грузинонаселённого села Уанат (Ванати).

## История
Ф. Натиев (Натишвили), например, озаглавил серию своих очерков «Из Южной Осетии», явившихся результатом его поездки в ущелье Малой Лиахвы. Он, в частности, отмечал при этом, что селение Ортеви находится в Южной Осетии и населено оно фамилией Кулумбегашвили (ирон. Хъуылымбегтæ). Поселенцы этого прихода, по его словам, — стародавние старожилы местности: «Теперешние осетины даже не помнят, когда их предки впервые переселились из Северной Осетии».

## Население
Село населено этническими осетинами. По переписи 1989 года в селе жило 160 человек, из которых осетины составили 100 %.

## Топографические карты
- Лист карты K-38-65 Ленингори. Масштаб: 1 : 100 000. Издание 1979 г.